# Babička (Lied)
Babička ist ein Schlager, der von Karel Gott gesungen wurde und die Top 20 der deutschen Charts erreichte. Er zählt zu Gotts bekanntesten Liedern.

## Entstehung und Inhalt
Das Lied wurde von Bernd Meinunger gemeinsam mit Ralph Siegel geschrieben und von letzterem produziert. Der Text handelt von der Großmutter (tschechisch Babička) des Protagonisten und davon, was diese in Kindertagen für ihn getan hat. So konnte sie Geschichten erzählen, backen und vieles mehr. Der Refrain, der in Dur gehalten ist, wohingegen die Strophen in Moll stehen, lautet: „Singen, kochen, tanzen, lachen, glücklich machen / das war Babicka / Pferde stehlen, Äpfel schälen und erzählen / das war Babicka / Sie hat uns getröstet in der Nacht / und gut ins Bett gebracht / wir liebten sie und spielten gern / mit uns’rer Babicka.“ Am Ende des Songs wird dann der Tod der Großmutter berichtet, wobei die Musik deutlich ruhiger und langsamer gehalten ist. Im Refrain wird das Tempo nach dem Vorbild osteuropäischer Volkstänze hingegen wieder gesteigert.

## Veröffentlichung und Rezeption
Babička erschien im Februar 1979 bei Polydor. Die Single erreichte in 16 Chartwochen mit Platz 20 ihre höchste Chartnotierung in Deutschland. Das Lied ist auch auf zahlreichen Kompilationen enthalten.
In der ZDF-Hitparade trat Gott mit dem Lied 1979 zweimal auf. Erstmals sang er es am 2. April 1979 (Platz sieben) sowie am 4. Mai 1979 (Platz vier). In den folgenden drei Ausgaben war Karel Gott mit dem Song bis zum 6. August 1979 weiter platziert (Platz fünf, acht und zwölf), allerdings nicht in der Sendung anwesend. In der Super-Hitparade Schlager, die man nicht vergißt am 27. Oktober 1983 sang er ihn jedoch erneut.
In der MDR-Show Die Schlager des Monats konnte sich Babička in der Rubrik „Evergreen des Monats“ in einem Publikumsvoting gegen Sag ihr auch (Gerd Christian) und Blue Bayou (Paola Felix) durchsetzen und wurde somit zum „Evergreen des Monats – April 2019“.

## Coverversionen
Coverversionen existieren unter anderem von Dieter Thomas Kuhn und Band sowie von Peter Alexander. Außerdem gibt es eine Parodie des Liedes von Gymmick, dem Sänger von Ton Steine Scherben. Im Kölner Karneval war die Melodie unter dem Titel Dat es Karneval ein Erfolgsschlager des Duos „Hoot un Höötche“.